# Francesco Dandolo
Francesco Dandolo (overleden 1339) was de 50ste doge van Venetië.

## Biografie
Dandolo kwam uit een familie die van de 12e tot de 14e eeuw een belangrijke rol speelde in de Venetiaanse politiek. Hij was een van de meest succesvolle Venetiaanse diplomaten. Hij was ambassadeur van paus Clemens V en paus Johannes XXII, die zetelden in het Franse Avignon. Dandolo kreeg de bijnaam 'cane' (hond), naar verluidt omdat hij eens bij de paus kwam met een ketting om zijn nek om de paus ertoe te brengen de excommunicatie van Venetië te herroepen.
In 1329 werd hij verkozen tot doge. Tijdens zijn regeerperiode leverde de republiek geregeld strijd met de Turken. De republiek kwam ook in conflict met Mastino II della Scala, heer van Verona, die zijn grondgebied wilde uitbreiden. Hij bedreigde Feltre, Belluno en Vizenca, die op dat moment in Venetiaanse handen waren. Venetië sloot een bondgenootschap met Florence en een aantal andere steden tegen de dreiging vanuit Verona. Diverse slagen werden geleverd. In maart 1337 werd uiteindelijk een vredesakkoord afgesproken. Della Scala was niet blij met de voorwaarden van het akkoord en vroeg Lodewijk IV de Beier om te bemiddelen. Keizer Lodewijk koos echter de kant van Dandolo en wees zelfs de stad Mestre toe aan de republiek. Op 24 januari 1339 werd het vredesakkoord bezegeld in de Basiliek van San Marco.
Dandolo overleed op Allerheiligen in 1339. Hij werd begraven in de Basilica di Santa Maria Gloriosa dei Frari.